# Nikol Płosaj
Nikol Płosaj, née le 22 mai 1996 à Goleniów, est une coureuse cycliste polonaise spécialiste de la piste.

## Palmarès sur piste

### Coupe du monde
- 2019-2020
  - 2e de l'américaine à Cambridge

### Coupe des nations
- 2021
  - 2e de la poursuite par équipes à Cali
  - 3e de l'élimination à Cali

### Championnats d'Europe
| Édition / Épreuve              | Poursuite par équipe                                            | Élimination | Course aux points |
| Anadia 2014 (juniors)          | Argent (avec Pikulik, Kaczkowska et Radzicka)                   |             |                   |
| Saint-Quentin-en-Yvelines 2016 | Argent (avec Kaczkowska, Pawłowska, Pikulik et Pietrzak)        |             |                   |
| Gand 2017 (espoirs)            | Argent (avec Kaczkowska, Humelt, Pikulik, Pikulik et Ratajczak) |             |                   |
| Berlin 2017                    | Bronze (avec Kaczkowska, Pawłowska et Pikulik)                  |             |                   |
| Apeldoorn 2019                 |                                                                 | Bronze      |                   |
| Munich 2022                    | 8e                                                              |             | 11e               |

### Jeux européens
| Édition / Épreuve | Poursuite par équipes                              |
| Minsk 2019        | Bronze (avec Pawłowska, Kaczkowska et Karasiewicz) |

### Championnats nationaux
- 2017
  -  Championne de Pologne de course à l'américaine (avec Monika Graczewska)
- 2018
  -  Championne de Pologne de course à l'américaine (avec Monika Graczewska)
  -  Championne de Pologne de poursuite par équipes (avec Weronika Humelt, Karolina Lipiejko et Monika Graczewska)
- 2021
  -  Championne de Pologne d'omnium
- 2022
  -  Championne de Pologne de poursuite par équipes
  -  Championne de Pologne de course à l'américaine

## Palmarès sur route
- 2014
  - 2e du championnat de Pologne sur route juniors
  - 2e du championnat de Pologne du contre-la-montre juniors
- 2016
  -  Médaillée d'argent du championnat du monde universitaire sur route
  -  Médaillée d'argent du championnat du monde universitaire du critérium
- 2018
  - 2e du championnat de Pologne sur route